# Regenbogen-Befehl
Regenbogen-Befehl (operace Duha) bylo nařízení Kriegsmarine, podle něhož musely být všechny německé válečné lodě před kapitulací ve druhé světové válce potopeny vlastní posádkou, aby se zachovala čest flotily.
Od začátku války platil pro válečné námořnictvo rozkaz, že válečné plavidlo se má potopit, pokud hrozí, že by mělo padnout do rukou nepřítele. V roce 1943 byl specifikován pro ponorky a opatřen heslem Regenborgen (Duha). Toto nařízení se odvolávalo na směrnici vydanou Hitlerem, že „žádný voják Wehrmachtu nebo jakákoli jiná bojová jednotka pod německým velením by nikdy neměla kapitulovat před nepřítelem“. Mimo to sebezničení v beznadějné situaci odpovídalo tradici námořnictva mnoha národů.
Dne 30. dubna 1945 vydal velkoadmirál Karl Dönitz rozkaz, podle kterého měla být zničena všechna vojenská plavidla, která nebyla vhodná pro rybolov nebo jako minolovky, a ponorky. Dne 4. května 1945 v 15:45 byl Dönitz (v Mürwik), v souladu s jednou z podmínek spojenců, nucen rozkaz odvolat. Velitelé ponorek se domnívali, že tento rozkaz byl vydán proti jeho vůli, proto jej neuposlechli a vlastními posádkami potopili na 238 ponorek.
V období mezi 3. a 4. květnem bylo potopeno posádkami 28 ponorek ve Flensburské zátoce, 47 ponorek v Geltinské zátoce (blízko Flensburg), dvě ponorky v Cuxhavenu a jedna ponorka v Eckernförde. Mimo to bylo potopeno osm cvičných ponorek v Bremerhavenu a třináct ve Wilhelmshavenu.
Mimo vody Německa provedly signál Regenboden neboť velitelé ponorek se cítili stále vázání splněním rozkazu. Byly to ponorky, které se nacházely v době kapitulace na moři mezi americkými a britskými přístavy. Dne 8. května byla potopena ponorka U 2365 v průlivu Kattegat, byla vyzvednuta v roce 1955. Velitel ponorky U 287 potopil svou ponorku před Altenbruchem a jako důvod ztráty ponorky uvedl najetí na minu. U 963, která hlídkovala poloostrova Ilse of Portland byla potopena u portugalského Nazaré 20. května. U 979 byla potopena 24. května u Amrum a 2. června u portugalského pobřeží byla posádkou potopena ponorka U 1277.